# Sebastian Głowiński
Sebastian Robert Głowiński – profesor nauk inżynieryjno–technicznych w dyscyplinie inżynierii biomedycznej, doktor habilitowany, inżynier, były pilot wojskowy. Specjalizuje się w mechatronice, biomechanice oraz modelowaniu układów dynamicznych. Autor publikacji z zakresu biomechaniki człowieka, egzoszkieletów oraz dynamiki układów mechanicznych.

## Wykształcenie i kariera zawodowa
Ukończył Wyższą Szkołę Oficerską Sił Powietrznych w Dęblinie w 1996 roku, uzyskując tytuł pilota-inżyniera samolotów odrzutowych. W 2000 roku ukończył studia magisterskie z fizyki z informatyką w Wyższej Szkole Pedagogicznej w Słupsku. Stopień doktora nauk technicznych w dyscyplinie budowa i eksploatacja maszyn uzyskał w 2004 roku na Politechnice Koszalińskiej. W 2007 roku ukończył studia podyplomowe na Politechnice Warszawskiej, na Wydziale Mechanicznym Energetyki i Lotnictwa, w zakresie projektowania w systemach CAD, CAM, CAE, a w 2014 roku odbył staż naukowy na University of California, Berkeley w ramach programu rządowego Top 500 Innovators. W 2017 roku uzyskał stopień doktora habilitowanego w dziedzinie nauk inżynieryjno-technicznych w dyscyplinie budowa i eksploatacja maszyn. W 2025 roku decyzją Prezydenta RP uzyskał tytuł profesora w dyscyplinie inżynierii biomedycznej. Od 2020 roku pełni funkcję biegłego sądowego z zakresu biomechaniki przy Sądzie Okręgowym w Koszalinie.

## Służba wojskowa
W latach 1992–2008 był pilotem wojskowym Polskich Sił Powietrznych (major rezerwy). Wykonywał loty samolotami: TS-11 Iskra, MiG-21 BiS, MiG-21 UM oraz BAE Hawk 200. W 2001 roku uzyskał I klasę pilota w lotnictwie myśliwskim.

## Działalność naukowa
Prowadzi badania w zakresie biomechaniki człowieka, w szczególności dotyczące modelowania ruchu głowy i odcinka szyjnego kręgosłupa u niemowląt, a także kinematyki i dynamiki egzoszkieletów oraz układów wspomagania ruchu. Jego zainteresowania naukowe obejmują również zastosowanie modelowania matematycznego do analizy zachowań dynamicznych człowieka podczas przeciążeń oraz wypadków komunikacyjnych.
Jest autorem lub współautorem wielu artykułów naukowych publikowanych w recenzowanych czasopismach technicznych oraz autorem jednej monografii. Według Google Scholar jego dorobek naukowy obejmuje ponad 820 cytowań, a jego indeks Hirscha wynosi 19 (2025).

## Staże naukowe
Odbył staże badawcze w następujących ośrodkach:
- University of California, Berkeley (USA) – Mechanical Engineering, Haas School of Business (program Top 500 Innovators, 2013)[8],
- Institute of BioRobotics Scuola Superiore Sant’Anna (Włochy)[3],
- Cajal Institute, Consejo Superior de Investigaciones Científicas (Hiszpania)[3],
- LABIOMEP, University of Porto (Portugalia)[3].